# The New Workout Plan
«The New Workout Plan» — сингл американського репера Каньє Веста з його дебютного альбому The College Dropout, випущений 31 серпня 2004 року. Пісня посіла 59 місце в чарті Billboard Hot R&B/Hip-Hop Songs 9 листопада 2004 року, приблизно через два місяці після її релізу як синглу, і загалом вона пробула в чарті 21 тиждень.
Текст пісні озвучений з точки зору різних дівчат, які реагують на фейкове відео тренування. Вест пояснює незвичайні «відгуки» жінок, які успішно пройшли план тренувань і змогли досягти розкішного способу життя завдяки своїй формі.

## Музичне відео
Відеокліп показує Каньє Веста Веста у штучному відео тренування 1980-х років, коли він навчає жінок, як перетворитися на домогосподарок. Кліп містить  епізодичні появи Джона Ледженда, Мірі Бен-Арі, Анни Ніколь Сміт, Фонцворт Бентлі, Трейсі Елліс Росс, Віди Герри та GLC.

## Ремікс
Офіційний ремікс пісні був спродюсований Lil Jon і містить новий куплет Каньє Веста, Твісти, Luke та Фонцворта Бентлі. Пізніше ремікс був включений до DVD The College Dropout Video Anthology.

## Список композицій
1. «The New Workout Plan» (Album Version) (Explicit) – 5:22
2. «Heavy Hitters» (Dirty) – 3:57
3. «Workout Plan» (Video) (Short Version) – 5:12

## Чарти
| Чарт (2004)                             | Найвища позиція |
| --------------------------------------- | --------------- |
| США (Hot R&B/Hip-Hop Songs) (Billboard) | 59              |